# Хвойный (Забайкальский край)
Хво́йный — посёлок в Читинском районе Забайкальского края России. Входит в состав сельского поселения «Леснинское».

## География
Посёлок находится на федеральной автодороге Р258 «Байкал», на расстоянии 50 км к юго-западу от города Чита, административного центра района и края.

## История
В 1966 году указом Президиума Верховного Совета РСФСР посёлок подсобного хозяйства курорта «Кука» переименован в Хвойный.

## Население
| 2010 | 2021 |
| ---- | ---- |
| 32   | ↘27  |